# تور اوه!... باز هم دسته‌گل به آب دادم
تور اوه!... باز هم دسته‌گل به آب دادم سومین تور کنسرت توسط بریتنی اسپیرز، خواننده آمریکایی است. این تور، دومین آلبوم استودیویی او، اوه!... باز هم دسته‌گل به آب دادم را پشتیبانی کرد. اسپیرز در طول نمایش‌ها از میکروفن دستی و هدست استفاده می‌کرد، در حالی که از ADAT برای جایگزینی صدای او در برنامه‌های رقص پرانرژی استفاده می‌شد.

## لیست مجموعه
1. "دیوانه(ام کردی)"
2. "قوی‌تر"
3. "آنچه می‌بینید (آنچه را دریافت می‌کنید)"
4. "از ته قلب شکسته من"
5. "زاده شدم برای شادی تو"
6. "خوش‌شانس"
7. "بعضی وقت‌ها"
8. "نگذار من آخرین کسی باشم که می‌داند"
9. " ضرب و شتم ادامه می‌یابد "
10. "Don't Go Knockin' on My Door"
11. "ارضا (نمی‌شوم)"
12. "عزیزم یک بار دیگر…"

اجرای پایانی
1. «اوه!... باز هم دسته‌گل به آب دادم»

## داده‌های باکس آفیس
| شهر            | محل                           | حضور                     | درآمد          |
| -------------- | ----------------------------- | ------------------------ | -------------- |
| هرشی           | استادیوم هرشیپارک             | ۲۸٬۷۰۱ / ۲۸٬۷۰۱ (۱۰۰٪)   | ۱٬۰۱۴٬۰۹۶ دلار |
| ونتا، نیویورک  | آمفی تئاتر ساحلی جونز         | ۵۶٬۵۵۰ / ۵۶٬۵۵۰ (۱۰۰٪)   | ۲٬۰۵۵٬۸۶۱ دلار |
| وودلندز، تگزاس | غرفه میچل CW                  | ۲۵٬۹۱۶ / ۲۵٬۹۷۲ (۹۹٪)    | ۹۱۲٬۱۴۹ دلار   |
| اینگلوود       | انجمن                         | ۲۵٬۷۵۶ / ۲۹٬۰۰۰ (۸۹٪)    | ۹۷۷٬۸۴۹ دلار   |
| جرج            | سالن آمفی تئاتر               | ۲۰٬۰۰۰ / ۲۰٬۰۰۰ (۱۰۰٪)   | ۸۱۴٬۶۳۰ دلار   |
| آتلانتا        | آمفی تئاتر Coca-Cola Lakewood | ۱۸٬۲۵۴ / ۱۸٬۹۵۴ (۹۶٪)    | ۵۹۶٬۱۱۰ دلار   |
| جمع            | جمع                           | ۱۷۵٬۱۷۷ / ۱۷۹، ۱۷۷ (۹۸٪) | ۶٬۳۷۰٬۶۹۵ دلار |